# Jan IV (Bawaria)
Jan IV (ur. 4 października 1437 r. w Monachium, zm. 18 listopada 1463 r. w Haidhausen) – książę Bawarii-Monachium od 1460 r. (z bratem Zygmuntem) z dynastii Wittelsbachów.

## Życiorys
Jan IV był najstarszym synem księcia Bawarii-Monachium Albrechta III i Anny, córki Eryka z Brunszwiku-Grubenhagen. Po śmierci ojca objął rządy w Monachium wraz z młodszym bratem Zygmuntem. Po krótkich rządach zmarł na dżumę, bezpotomnie. Pochowany został obok ojca w kościele klasztornym w Andechs.